# Aveugle, mais pas trop
Aveugle mais pas trop est un téléfilm français réalisé par Charlotte Brandström en 2009 et diffusé pour la première fois le 14 septembre 2009.

## Synopsis
En instance de divorce, Vincent a perdu la vue à la suite d'un accident de voiture. Pendant son séjour à l'hôpital, il s'est lié d'amitié avec Emma, sa thérapeute. Juste avant de toucher un chèque de sa compagnie d'assurance, il recouvre l'usage de ses yeux...

## Fiche technique
- Réalisateur : Charlotte Brandström
- Scénario : Jean-Carol Larrivé
- Durée : 90 min
- Pays :  France
- Genre : Comédie dramatique
- Année de production : 2009

## Distribution
- Bernard Le Coq : Vincent
- Stéphane Debac : Alfred
- Elsa Lunghini : Emma
- Christiane Millet : Hélène
- Michel Bompoil : Marc
- Jean-Pierre Durand : René
- Cécile Bois : Ninon
- Melchior Derouet : François
- Sandra Moreno : Elodie
- Jean-Philippe Puymartin : L'avocat
- Marc Blondeau : Martin
- Jérémy Banster : Le pilote
- Alexandre Le Provost : Le responsable du circuit
- Jérôme Marc : Gilles
- Jean-Michel Lahmi : L'ophtalmologue
- Denis Braccini et Pascal Parmentier : Les chauffeurs de camion
- Amandine Decroix : La jeune femme
- Axelle Marine : La thérapeute
- Sarah Gelle : La jeune fille
- Christophe Lavalle, Gilles Ségurel, Armand Eloi et Philippe Schwartz : Les chauffeurs de taxi
- Pascal Lampire : Le moustachu
- Roland Copé : Le président de la compagnie de transport
- Jean-Philippe Papot : Le goal
- Christopher Bernard : Le goal adverse
- Hugues Martel : Le médecin hôpital
- Etienne Schwartz : Le garçon de café
- Benoit Szakow : L'agent immobilier